# المخسمة
المخسمة منطقة أثرية يعود تاريخها لفترة ما قبل الميلاد. تقع في محافظة خميس مشيط جنوب المملكة العربية السعودية.

## نبذة عامة
تقع المخسمة إلى الجنوب من الطريق الذي يربط خميس مشيط بالقرعاء في منطقة صخرية من الجرانيت الذي يغلب عليه اللون البني. وعثر فيها على مجموعة كبيرة من الأدوات الحجرية وعدد من الكسر الفخارية إضافة إلى أساسات مباني قديمة شيدت بالكسر الحجرية ذات الأشكال والأحجام المختلفة. يمتد تاريخ موقع المخسمة من الألف الثالث إلى الألف الثاني قبل الميلاد.